# Tutusch I.
Abu Said Tadsch ad-Daula Tutusch I. († 1095) war der seldschukische Herrscher (Emir, später Sultan) von Damaskus von 1079 bis 1095 als Nachfolger des Atsiz ibn Uwak. Er war der Bruder des großseldschukischen Herrschers Malik Schah I. (reg. 1072–1092).
Tutusch nahm in Syrien und Palästina den Fatimiden und konkurrierenden turkmenischen Herrschern die wichtigen Städte Damaskus, Jerusalem und Akkon ab. In Jerusalem setzte er Ortoq als Statthalter ein. 1086 kam Aleppo hinzu. Tutusch wurde nämlich vom Herrscher Aleppos gegen den (rebellierenden) Seldschukenprinzen Suleiman ibn Kutulmisch († 1086) zu Hilfe gerufen. Tutusch siegte, doch die Ambitionen seines Bruders gingen Malik Schah wohl zu weit, so dass er in Mosul, Aleppo und Antiochia ihm konforme Herrscher einsetzte und Tutusch zurückdrängte.
Aber nach dem Tod Malik Schahs im November 1092 drohte das Reich zu zerfallen und Tutusch wollte sein altes Herrschaftsgebiet zurückerobern. Er wurde jedoch von seinem Neffen, dem neuen Sultan Berk-Yaruq (reg. 1092/4–1105) bekämpft. Zunächst konnte Tutusch 1094 Aleppo (nach einer Revolte Aq Sonqors, der zu Berk-Yaruq überlief), Harran und Edessa zurückgewinnen und sich anschließend in Bagdad zum Sultan (anstelle Berk-Yaruqs) proklamieren lassen. Bei seinem weiteren Vormarsch aber wurde er am 26. Februar 1095 in einer Schlacht bei Rey besiegt und getötet.
Tutusch vererbte seinem Sohn Radwan Aleppo und seinem Sohn Duqaq Damaskus. Doch dies hielt die Brüder nicht davon ab, sich gegenseitig zu bekämpfen, um das ganze Gebiet zu beherrschen. Die Fatimiden eroberten den Süden Palästinas zurück. Sie vertrieben dann auch 1098 die Söhne des Ortoqs, die Ortoqiden, aus Jerusalem. Die unaufhörlichen Machtkämpfe unter den Seldschukenprinzen begünstigten dann 1098/99 den Ersten Kreuzzug.